# Андреев, Лев Михайлович
Лев Миха́йлович Андре́ев (1926, Кривцово — 28 августа 1991, Щёкино, Тульская область) — советский рабочий газовой промышленности. Герой Социалистического Труда (1967).

## Биография
Лев Андреев родился в 1926 году в деревне Кривцово Щёкинского района Тульской губернии (сейчас Тульская область) в крестьянской семье.
После Великой Отечественной войны трудился на строительстве Щёкинского газового завода (сейчас «Щёкиноазот»). Начал работать механизатором, умело управлял всеми видами гусеничных бульдозеров и экскаваторов. Впоследствии стал бригадиром.
После того как строительное управление в 1963 году было реорганизовано, продолжал работать в стройуправлении № 1 треста «Щёкингазстрой» в качестве бригадира механизированной колонны. Бригада, которую возглавлял Андреев, участвовала в прокладке магистрального нефтепровода «Дружба», постоянно опережая график, выигрывала социалистические соревнования между строителями-газовиками.
14 октября 1967 года Указом Президиума Верховного Совета СССР за выдающиеся успехи, достигнутые на строительстве и вводе в действие нефтепровода «Дружба» удостоен звания Героя Социалистического Труда с вручением ордена Ленина и золотой медали «Серп и Молот».
В дальнейшем участвовал в строительстве других магистральных газопроводов, в том числе «Сияние Севера», «Краснодарский край — Серпухов», «Средняя Азия — Центр».
20 февраля 1974 года за перевыполнение годового плана награждён орденом Трудового Красного Знамени.
Впоследствии перешёл на должность начальника изоляционно-укладочной колонны СУ-1 «Щёкингазстроя».
В 1986 году вышел на пенсию, был персональным пенсионером союзного значения. Жил в городе Щёкино.
Умер 28 августа 1991 года.
Награждён медалями.